# Nedwind
Nedwind was een Nederlandse windturbinefabrikant, gevestigd in Rhenen. Het bedrijf kwam voort voort uit windturbinefabrikant Newinco. Het was een van de drie grote Nederlandse windtubinefabrikanten. Nedwind windturbines kenmerken zich in het algemeen door slechts twee bladen, hoewel er ook driebladige windturbines zijn gebouwd. Op hetzelfde adres was voordat het Newinco heette, Polenko gevestigd met als eigenaar van de Pol (Pol en ko). Polenko leverde kleine windturbines met stalen bladen in de range 30 kW.
Windmolenparken werden gebouwd onder meer bij de Volkerak sluizen (NW40), Eemmeerdijk (NW50), Hartelkanaal (NW40), Enkhuizen (NW25), Neeltje Jans (NW25) en in het water bij Medemblik (NW40). Ook in het buitenland zijn windturbineparken gebouwd. Bijvoorbeeld op Curaçao (NW25) en in Palm Springs in Californië (NW40). In 1998 werd Nedwind overgenomen door het Deense NEG Micon. Een deel van Nedwind werd later weer afgestoten en is doorgegaan onder de naam Mainwind.